# Alberto Trillo
Alberto Trillo (Buenos Aires, 19 de março de 1939) é um ex-ciclista olímpico argentino. Trillo representou sua nação nos Jogos Olímpicos de Verão de 1960 (Roma) e 1964 (Tóquio), ambos no evento de perseguição por equipes (4.000 m).